# Lago di Hévíz
Il lago di Hévíz è un lago termale che si trova ad Hévíz in Ungheria, vicino all'estremità occidentale del lago Balaton, cinque chilometri a nord-ovest di Keszthely.
È il più grande lago termale nel mondo (47.500 m²) ed il flusso di acqua che lo alimenta è tale che ogni giorno tutta l'acqua del lago viene totalmente rimpiazzata.
Le acque sono reputate avere effetti curativi e ciò ha alimentato una fiorente industria di turismo di salute nella zona.
Il lago ha un ricambio veloce dell'acqua ogni 28 ore e una temperatura costante di 33° 
con queste acque si curano le malattie del sistema nervoso, le 
nevralgie, i reumatismi, le disfunzioni metaboliche.
Sul lago fioriscono le ninfee rosse dei tropici mentre nel canale cresce spontanea la ninfea bianca.
Al centro del lago vi sono le caratteristiche attrezzature balneari con padiglioni lignei e passerelle.